# France Štiglic
France Štiglic (ilegalno ime Tugo), slovenski filmski režiser, * 12. november 1919, Kranj, † 4. maj 1993, Ljubljana. 
Štiglic je eden izmed pionirjev slovenskega filma. 

### Delo
Leta 1948 je posnel prvi slovenski celovečerni igrani film po drugi svetovni vojni Na svoji zemlji. Med njegove vidnejše dosežke sodijo še Balada o trobenti in oblaku, Dolina miru, Ne joči, Peter in Deveti krog, sicer film posnet na Hrvaškem. France Štiglic je tudi edini slovenski filmski režiser, ki je bil nominiran za nagrado oskar. Oskarja mu je leta 1961 speljal Ingmar Bergman s filmom Deviški vrelec. Poleg tega je leta 1957 imel večji mednarodni uspeh še s filmom Dolina miru, ki je na filmskem festivalu v Cannesu prejel nagrado za glavno moško vlogo (John Kitzmiller), Štiglic pa je bil nominiran za režijo. Tudi sin Tugo Štiglic je bil režiser. V 80. letih 20. stoletja je bil nekaj časa tudi član Predsedstva SRS.

### Zapuščina
Društvo slovenskih režiserjev (DSR) od leta 2015 podeljuje nagrade Franceta Štiglica za življenjsko delo na področju filmske in TV režije.
V Ljubljani so leta 2020 po njem poimenovali novourejeni trg, ki je nastal z izgradnjo podzemne parkirne hiše Kozolec II ob Bavarskem dvoru.

## Filmografija
- Na svoji zemlji (1948)
- Trst (1951)
- Svet na Kajžarju (1952)
- Volčja noč (1955)
- Dolina miru (1956)
- Viza zla (1959)
- Deveti krog (1960)
- Balada o trobenti in oblaku (1961)
- Tistega lepega dne (1962)
- Ne joči, Peter (1964)
- Amandus (1966)
- Pastirci (1973)
- Povest o dobrih ljudeh (1975)
- Praznovanje pomladi (1978)
- Veselo gostivanje (1984)